# Aero L-59 Super Albatros
L'Aero L-59 Super Albatros è un  aereo da addestramento avanzato biposto ad alte prestazioni monogetto, monoplano ad ala bassa sviluppato dall'azienda aeronautica ceca Aero Vodochody negli anni ottanta.
Analogamente ai pari ruolo contemporanei di produzione occidentale, alla versione da addestramento ne venne affiancata una da attacco leggero dotata di armamento.

## Utilizzatori
Rep. Ceca
- Vzdušné síly armády České republiky

 Egitto
- Al-Quwwat al-Jawwiyya al-Misriyya

48 esemplari forniti nel periodo 1993-1994.
 Tunisia
- Al-Quwwat al-Jawwiyya al-Jamahiriyya al-Tunisiyya

L-59T forniti nel periodo 1995-1996.